# Juan Jacinto Muñoz Rengel
Juan Jacinto Muñoz Rengel (Màlaga, 1974) és escriptor.

## Biografia
Cursà el doctorat en Filosofia i ha exercit la docència a Espanya i al Regne Unit. L'any 1998 fundà la revista de filosofia i teoria literària Estigma. Ha col·laborat amb revistes com Anthropos, Clarín o Barcarola. En l'actualitat és professor a l'escola d'escriptura creativa Fuentetaja de Madrid, i dirigeix el programa Literatura en Breve de Radio Nacional de España (RNE 5) i la secció de relat de El Ojo Crítico (RNE 1). En els últims anys la seva trajectòria com a autor de relat curt ha estat avalada per més de cinquanta premis nacionals i internacionals, entre ells el Fernando Quiñones, el Julio Cortázar de Cuba, el Miguel de Unamuno, el Premi de Relatos para Leer en el Autobús o el Premi Internacional de Relats Curts Premio Internacional de Relatos Cortos La Felguera, el certamen més antic d'Espanya en la seua modalitat. És autor de les novel·les El sueño de otro (Plaza & Janés, 2013; DeBolsillo, 2014) i El asesino hipocondríaco (Plaza & Janés, 2012; DeBolsillo, 2013), dels llibres de relats De mecánica y alquimia (Salto de Página, 2009; Premio Ignotus al millor llibre de contes de l'any i finalista del Premio Setenil) i 88 Mill Lane (Alhulia, 2006), i del recull de microrelats El libro de los pequeños milagros (Páginas de Espuma, 2013).; ha coordinat i prologat les antologies de narrativa breu Perturbaciones (Salto de Página, 2009) i Ficción Sur (Traspiés, 2008); i ha estat inclòs en les dues antologies de referència de la seva generació, Pequeñas Resistencias (Páginas de Espuma, 2010) i Siglo XXI (Menoscuarto, 2010). La seva obra ha estat transcrits al braille, i traduïts a l'anglès, al francès, l'italià, al turc i al rus.

## Obra
El seu llibre de relats, 88 Mill Lane és una selecció d'històries fantàstiques que transcorren a Londres en els segles XIX, XX i XXI, amb un prólogo de l'escriptor argentí Pablo De Santis.
El protagonista de la novel·la El asesino hipocondríaco és un assassí a sou que ha de dur a terme un últim encàrrec abans de morir. Ell està convençut que morirà en vint-i-quatre hores, ja que pateix tota mena de malalties reals i imaginàries. Es passa la novel·la perseguint el seu objectiu, sense cap èxit. Cada cop que intenta matar la seva presa, li passa alguna cosa absurda i còmica que li ho impedeix. Durant la narració, coneixerem una gran quantitat d'escriptors i pensadors de la història que també patien hipocondria, com Proust, Tolstoi o Poe.
La novel·la El sueño del otro narra la desventura especular de dos personatges, el professor d'institut Xavier Arteaga i el director d'informatius André Bodoc, al descobrir que s'estan somiant l'un a l'altre. A poc a poc, el neguit que els causa aquesta anomalia -¿qui somia qui?, ¿existeixen tots dos?- es va transformant en una doble obsessió. Per al professor, l'entorn del qual s'ensorra en plena onada de suïcidis, se centra a buscar Bodoc, a perseguir-lo. Per al periodista, immers en una croada contra les pandèmies d'una societat indignada, l'objectiu és en canvi descobrir què és real i què és il·lusori, o què és possible. I tot, mentre les esquerdes dels dos mons comencen a créixer.